# Irish Eyes
Pour plus de détails, voir Fiche technique et Distribution.
Irish Eyes est un film américain réalisé par William C. Dowlan, sorti en 1918.

## Synopsis
Pegeen O'Barry vit en Irlande dans un petit village de pêcheurs avec son père un peu alcoolique et une belle-mère acariâtre. Lorsque O'Barry meurt à la suite d'une bagarre d'ivrognes, Pegeen court vers la grève pour pleurer. Elle est remarquée par Sir Arthur Ormsby, un Anglais en croisière le long de la côte. Il lui offre sa protection, et elle s'installe bientôt dans sa propriété avec son ami Jerry O'Flynn et son perroquet. Pegeen et Arthur ont beaucoup d'affection l'un pour l'autre, mais un jour Guy, le frère d'Arthur, arrive accompagné d'une danseuse, Kitty Brice. Guy tente de gagner les faveurs de Pegeen en suggérant qu'Arthur est amoureux de Kitty. Pegeen le croit, jusqu'à ce qu'Arthur lui avoue que c'est elle qu'il aime.

## Fiche technique
- Titre original : Irish Eyes
- Réalisation : William C. Dowlan
- Scénario : Catherine Carr, Daniel Carson Goodman
- Photographie : Elgin Lessley
- Société de production : Triangle Film Corporation
- Société de distribution : Triangle Distributing Corporation
- Pays d'origine :  États-Unis
- Langue originale : anglais
- Format : noir et blanc — 35 mm — 1,37:1 — Film muet
- Genre : drame
- Durée : 50 minutes (5 bobines)
- Dates de sortie :  États-Unis : 15 décembre 1918
- Licence : Domaine public

## Distribution
- Pauline Starke : Pegeen O'Barry
- Ward Caulfield : O'Barry, le père de Pegeen
- Virginia Ware : Moll O'Barry, la belle-mère de Pegeen
- Gus Saville : Jerry O'Flynn
- Joe King : Sir Arthur Ormsby
- Eugene Burr : Guy Ormsby
- Ray Godfrey : Kitty Brice